# Robin Day
Robin Day ( 25 de mayo de 1915 - 9 de noviembre de 2010) fue un diseñador industrial de mobiliario británico.

## Carrera
Day es conocido en especial por el diseño de la silla Polyprop inyectada en plástico, de la que se fabricaron más de 20 millones de unidades en todo el mundo. Fue la primera pieza de mobiliario que aprovechó las oportunidades de manufactura en masa de la tecnología de inyección en plástico.
Fue premiado con la Chartered Society of Designers's Minerva Medal, el máximo premio que la Sociedad puede ofrecer, y además ganó numerosos premios a lo largo de su vida por su desempeño en el campo del diseño. Su esposa Lucienne Day (nacida en 1917) fue una notable diseñadora textil. Y junto con ella fueron la pareja de diseño británica más aclamada de la posguerra, siendo comparados a menudo con sus equivalentes y compatriotas de los Estados Unidos, Charles Eames y Ray Eames.

## Enlaces externos

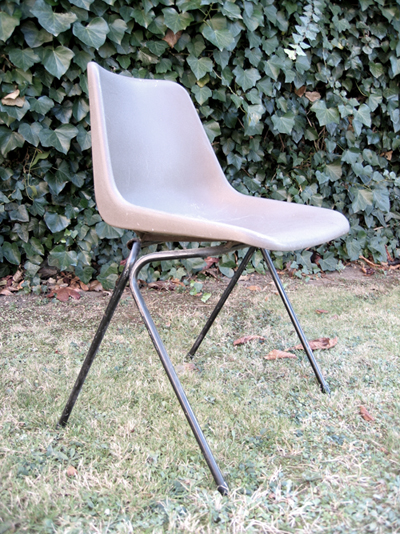
Silla Hille de polipropileno (1963)
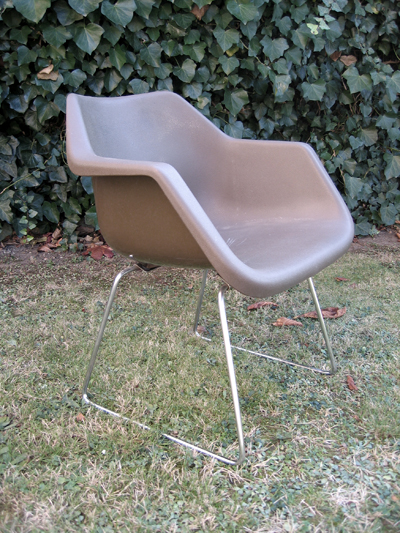
Sillón Hille de polipropileno (1967)
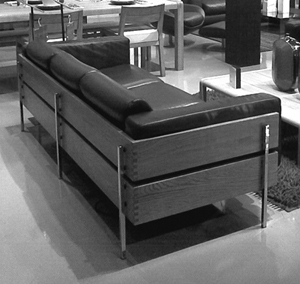
Sofá Hille Forum (1964) - Habitat reissue pictured in 2007